# روسوخه (استان اوپوله)
روسوخه (به لهستانی: Rosochy) یک منطقهٔ مسکونی در لهستان است که در گمینا پراشکا واقع شده‌است.